# Kleine Trommel

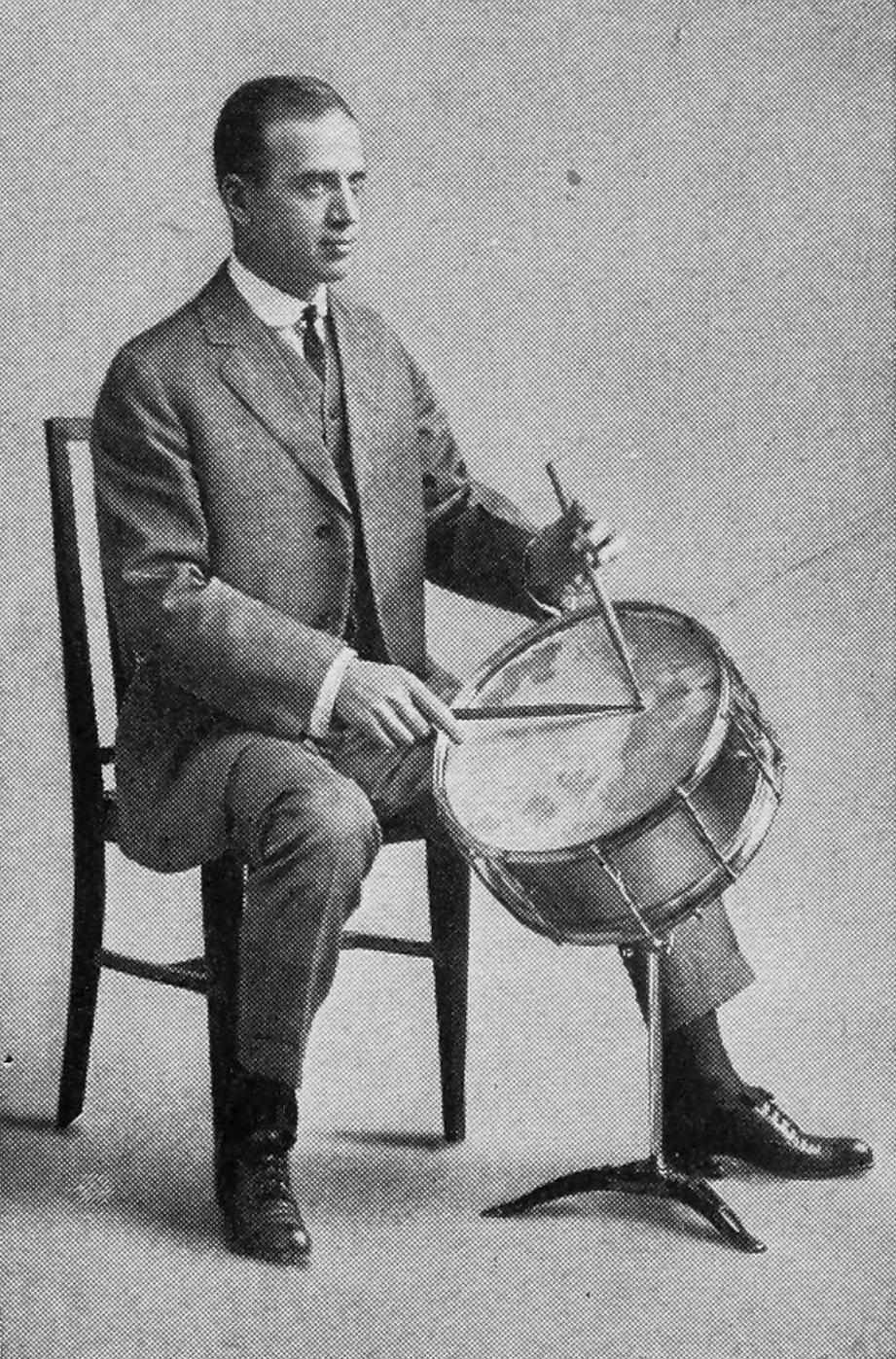
Schlagzeuger der Metropolitan Opera mit Kleiner Trommel (1917)

Die Kleine Trommel, Rührtrommel, Paradetrommel, Marschtrommel, Schnarrtrommel, englisch snare oder snare drum, ist eine beidseitig mit Fell bespannte Zylindertrommel mit Schnarrsaiten am Resonanzfell, selten auch zusätzlich am Schlagfell. Die Saiten bilden den Snareteppich. Das obere Fell (Schlagfell) der Trommel wird mit zwei Stöcken (Trommelstöcke/Sticks) oder gelegentlich mit Besen (Jazzbesen) geschlagen.
Die deutschen Bezeichnungen werden eher in der klassischen Musik, der Volks- und Marschmusik verwendet, die englischen eher in Rockmusik und Jazz.

## Bauform

### Materialien und Abmessungen

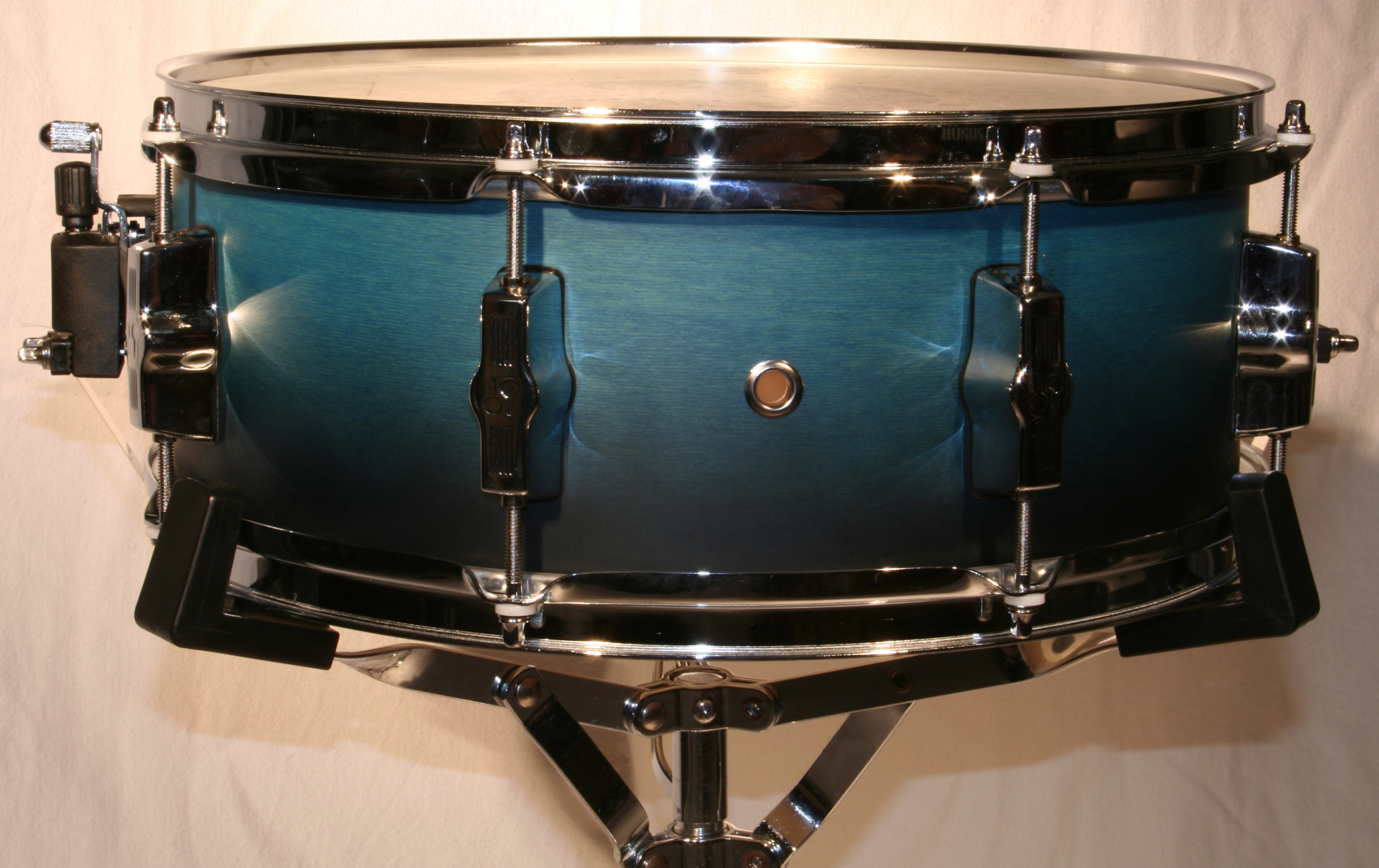
14″-Snare mit Holzkessel

Der zylindrische Korpus der Kleinen Trommel besteht aus Metall (meistens Stahl oder Messing) oder kreuzverleimtem, oft mit Verstärkungsringen (Metalldruckreifen) versehenem oder selten massivem Holz, auch aus Acrylglas. Das Material der Zarge hat starken Einfluss auf den Klang: Eine Trommel mit Holzkorpus erzeugt einen warmen Klang, der gut zu „weicheren“ Musikrichtungen passt. Ein Metallkessel hingegen erzeugt einen „metallischen“ und im Vergleich zum Holzkessel lauteren Sound, der z. B. bei Heavy Metal, Marschmusik oder Samba gefragt ist.
Der Durchmesser variiert meistens von 30 bis 38 Zentimeter bzw. 10 bis 15 Zoll; die klassische Standard-Snaredrum hat einen Durchmesser von 14 Zoll und misst 5,5 oder 6,5 Zoll in der Tiefe. Wird die Trommel flacher oder besitzt sie einen geringeren Durchmesser, tendiert sie zu einem schärferen und kürzeren Klang. Diese werden meistens Piccolo-Snares genannt. Die Felle werden straff aufgespannt mittels meistens gezogenen, bei teureren Modellen auch gegossenen Metall- oder selten auch Holzspannreifen und 8 bis 12 Stimmschrauben, bei sehr alten Modellen (Leinentrommeln) mit Spannleinen.
Auch sind häufig ungewöhnlichere Abmessungen anzutreffen, z. B. 13 × 7 Zoll oder 15 × 4 Zoll. Große
Rührtrommeln, wie sie gelegentlich im Orchester Verwendung finden, erreichen sogar Maße von 16 × 16 Zoll.

### Snare-Teppich

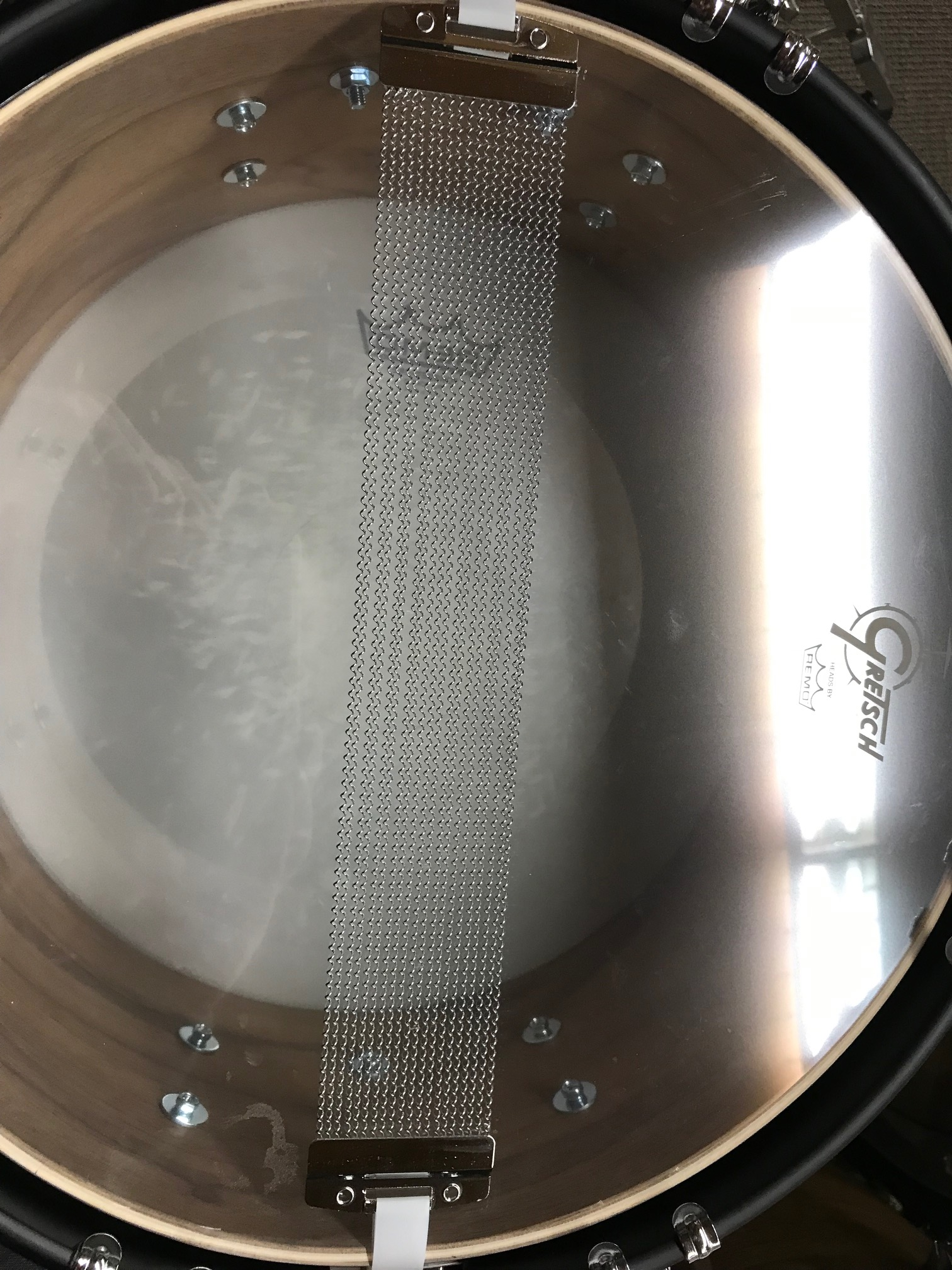
Snare-Teppich einer kleinen Trommel, gespannt unter deren Resonanzfell

Den für diese Trommel typischen Schnarr-Effekt liefert ein am Resonanzfell anliegender Teppich aus 8 bis 48 (üblich sind 20) nebeneinander liegenden Metallspiralen oder Nylonsaiten, auch Zitter genannt; früher war dieser aus Darmsaiten (den Snares oder Schnarrsaiten) gefertigt. Je mehr Saiten der „Snare-Teppich“ hat, desto breiter und flächiger wird der Sound. Der Teppich ruht dabei im Snare-Bett (Snare bed) – einer wenige Millimeter tiefen und mehrere Zentimeter breiten, diametral gegenüberliegenden Absenkung im Kesselgrat – und wird beim Anschlagen zum Mitschwingen und damit zum Mitrascheln angeregt, indem das üblicherweise sehr dünne und daher sehr sensible Resonanzfell die Schwingungen des Schlagfells überträgt. Mit einer Mechanik lässt sich der Teppich vom Resonanzfell lösen oder im Anpressdruck variieren. Straffes Spannen mindert das Sustain und führt zu einem scharfen, trockenen bis „toten“ Klang, der besonders aus dem Gesamtklangbild heraussticht, wie es zum Beispiel bei Orchestermusik, Marschmusik oder Samba erwünscht ist. Bei Popmusik ist eine schwächere Einstellung üblich, die sensibler anspricht. (Schlagzeuger sprechen von der „Teppichansprache“.) Zu lockere Spannung des Snare-Teppichs kann dazu führen, dass die Saiten bzw. das Resonanzfell von anderen Instrumenten Resonanz aufnehmen und der Teppich unerwünschte Brummgeräusche macht. Der Snare-Teppich darf sich auch nicht verbiegen, da sich sonst ein rostig klingender Nachklang ergibt.

#### Abhebungen
Es gibt verschiedene Systeme, in die der aus mehreren abhebbaren Schnarrsaiten bestehende Snareteppich eingespannt ist. Bei einem Großteil der herkömmlichen Snares ist der Snareteppich an der einen Seite im sogenannten „Butt-End“ fest eingespannt, während sich an der anderen Seite ein Hebel befindet, mit welchem sich der Teppich an das Resonanzfell pressen oder von diesem wieder lösen lässt. Dadurch entfällt dann der schnarrende Klang.
Die Feinregulierung erfolgt meistens über ein kleines Rädchen, mit dem man einstellen kann, wie nahe und wie fest der Teppich an dem Fell anliegen soll.
Um die Klangmöglichkeiten zu verfeinern, gibt es sogenannte Parallelabhebungen, die meistens bei hochwertigeren Instrumenten angebracht werden. Bei diesem System wird ein Gestell in den Kessel hinein verbaut, mit dem das präzise Aufliegen des Teppichs auf dem Resonanzfell besser gewährleistet wird. Von außen ist der Teppich auf dieses Gestell montiert.

### Felle
Das obere Fell, also das Schlagfell, ist identisch mit denen, die auf den anderen Trommeln verwendet werden. Wegen des Teppichs kommt der Auswahl aber eine größere Bedeutung zu als bei anderen Trommeln. Will man einen möglichst präzisen Klang, der alle Schwingungen überträgt, muss man ein einlagiges Fell verwenden, was insbesondere bei einem Bespielen der Snare mit dem Jazzbesen angezeigt ist. Verwendet man doppellagige Felle, vermindert dies die Präzision.
Das untere Fell, unter dem sich die Schnarrsaiten befinden, bezeichnet man als Resonanzfell. Es besteht aus Kunststoff oder stammt von Kalb oder Ziege. Anders als bei den Fellen der meisten anderen Trommeln ist das Resonanzfell bei einer Snare, wegen des Teppichs und der Übertragung, extrem dünn und meistens durchsichtig.

## Herkunft
Die Kleine Trommel entspricht nach ihrer Bauform einer zweifelligen Rahmentrommel. Da sie ursprünglich von den langen Trommeln der Militärmusik abstammt, wird sie in der Hornbostel-Sachs-Systematik nicht zu den Rahmentrommeln gerechnet. Die Militärtrommeln wurden von den Instrumenten der türkischen Janitscharenmusik (arabisch allgemein tabl) beeinflusst. Die Kleine Trommel lässt sich auch auf die mittelalterliche Tabor zurückführen, die meistens zusammen mit einer Einhandflöte gespielt wurde.
Etwa ab der Mitte des 19. Jahrhunderts wurde die Kleine Trommel zunehmend auch in der Orchestermusik verwendet. Durch die ebenfalls aus der Militärmusik stammenden Marching Bands, aus denen auch die ersten Jazzbands hervorgingen, wurde die Kleine Trommel in die ersten kombinierten Schlagzeuge integriert.
Heute wird die Snare drum auch als Solo-Instrument verwendet. Bekannte Komponisten sind u. a.
- Siegfried Fink: Solobuch für kleine Trommel. Simrock, Hamburg 2000
- Nicolaus A. Huber: Dasselbe ist nicht dasselbe. Breitkopf & Härtel, 1978
- Wolfgang Preissler: 50 Solostücke für kleine Trommel. Musikverlag Friedrich Hofmeister, ISMN 979-0-2034-3041-4 (Suche im DNB-Portal).
- Charley Wilcoxon: The All-American Drummer 150 Rudimental Solos. Cleveland, Ohio 1945.

## Arten

### Marschtrommel
Moderne Marschtrommeln sind meist 30 cm (12 Zoll) tief und 36 cm (14 Zoll) breit. Die größere Bauweise des Kessels führt zu einem voluminöseren Klang der Trommel, der für Marching Bands geeignet ist. Viele der Marschtrommeln sind so gebaut, dass sie eine hohe Fellspannung (high tension) aushalten, die durch einen speziellen Stimmschlüssel erreicht werden. Das Schlagfell besteht aus Kunststoff, meist aus Kevlar, um die hohe Spannung des Fells zu ermöglichen. Sie werden meist mit schwereren und dickeren Stöcken gespielt, die auch als Marching Sticks bezeichnet werden. Der Snare-Teppich ist oft aus Nylon oder Darm gefertigt.

### Pipe Band Snare
Pipe Band Snares entsprechen im Wesentlichen der modernen Marschtrommel. Der Unterschied besteht allerdings darin, dass sie zusätzlich einen zweiten Snare-Teppich unter dem Schlagfell haben. Die beiden Snare-Teppiche bestehen aus gewickelten Metalldrähten. Dies verleiht ihnen einen sehr hellen, höhenbetonten, sehr scharfen und „bissigen“ Klang, der auch durch dünnere Kevlarfelle ermöglicht wird. Sie werden ebenfalls mit dickeren Stöcken gespielt, die allerdings leichter als Marching Sticks sind, was den hohen Klang der Trommel unterstützt.

### Drumkit Snare
Snares für das Drumkit sind in der Regel nicht so tief wie eine Marschtrommel. Sie haben meist einen Durchmesser von etwa 35 cm (14 Zoll) und eine Tiefe von 9 bis 20 cm (3,5 bis 8 Zoll). Der Snare-Teppich ist in den meisten Fällen ebenfalls aus gewickelten Metall-Drähten gefertigt.

### Piccolo Snare
Die Piccolo Snare hat aufgrund ihrer kleineren Größe einen höheren Klang und wird auch häufig als zweite Snare an einem Drumset eingesetzt. Es gibt verschiedenste Arten von Piccolo Snares, die sich aufgrund ihrer Größe unterscheiden. Sogenannte Popcorn Snares haben typischerweise einen Durchmesser von 25 cm (10 Zoll), Sopran Snares 30–33 cm (12–13 Zoll) und die Standard Piccolo Snare 36 cm (14 Zoll).

### Konzert-Trommel
Kleine Trommeln im Orchester haben einen Durchmesser von 35 bis 38 cm und eine Höhe von 12 bis 19 cm. Sie haben aber häufig ein Naturfell aus Kalbs-, Ziegen-, Hammel- oder Eselshaut oder ein entsprechendes Naturfellimitat. Außerdem haben sie Darm- oder metallumsponnene Schnarrsaiten aus Kunststoff.

## Verwendung
Die Kleine Trommel kommt in allen Spielarten der Musik vor. Ursprünglich aus der  Militärmusik kommend, ist sie wichtiger Bestandteil von Spielmannszügen, denen ein Tambourmajor voranschreitet. In Marching Bands und Drum Corps wird die Kleine Trommel stehend bzw. marschierend gespielt. Dabei wird sie mit einem Tragegurt links vor der Hüfte oder einem Tragegestell gerade vor der Hüfte getragen.
Als Bestandteil eines Drumsets bildet die Snare das Herzstück der Instrumente und wird an zentraler Position zwischen den Knien sitzend gespielt. Wie in der klassischen Orchestermusik befindet sie sich auf einem eigenen Snaredrum-Ständer.

## Spieltechnik
Einfache Rhythmen sind auf der Kleinen Trommel ebenso leicht erlernbar wie auf Orff-Instrumenten, weshalb sich das Instrument prinzipiell auch für kleinere Kinder gut eignet. Aufgrund der großen Lautstärke ist allerdings die Verwendung eines Gehörschutzes anzuraten.
Auch ältere Kinder, Jugendliche und Erwachsene können – ein halbwegs gutes Rhythmusgefühl vorausgesetzt – ohne langwierigen Unterricht mit ein bisschen Übung schnell Erfolge an der Kleinen Trommel erzielen und Musikstücke begleiten. Für das (semi-)professionelle Spielen in Gruppen oder Orchestern ist wie für jedes andere Instrument auch eine entsprechende Ausbildung erforderlich.
Unterschiedliche Anschlagtechniken ermöglichen Spezialeffekte. Wenn gleichzeitig mit der Stockspitze das Fell und mit dem Stockschaft der Spannring angeschlagen wird, nennt man dieses einen Rim shot, dieser ist meistens laut und krachend und hört sich meist metallisch an. Das Anschlagen des Spannreifens bei aufgelegtem Stock auf das Fell nennt man Side stick oder Rim click, z. T. auch Cross stick.

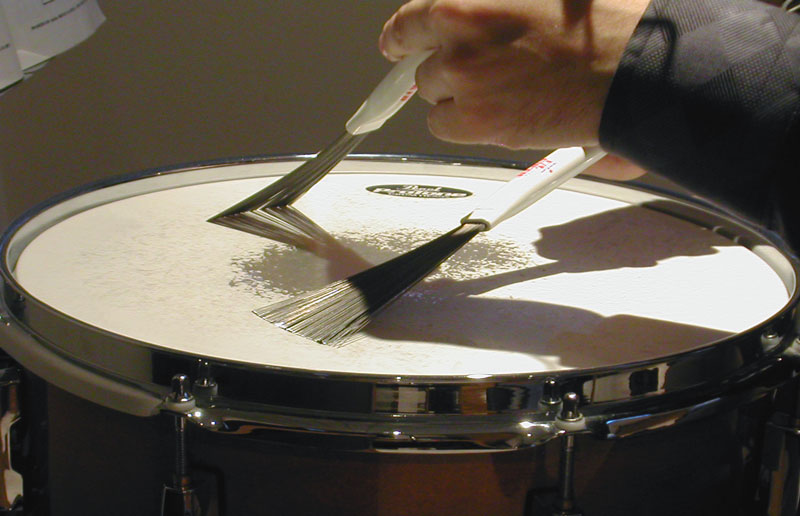
Snare mit Besen gespielt

Auch die Wahl der Drumsticks, vor allem deren Kopfform, beeinflusst den Klang. Generell gilt: Je kleiner der Kopf, desto schärfer und kürzer der Klang. Vor allem in der Orchestermusik werden Drumsticks mit sehr kleinen Köpfen verwendet. In Musikrichtungen wie Rock, Samba oder Marschmusik sind schwere Sticks mit großen Köpfen sehr beliebt; sie ermöglichen ein sehr lautes Spiel. Die Verwendung von Besen (Brushes) im Jazz erlaubt ein weicheres, nicht weniger ausdrucksstarkes Spiel, wobei die Besen in Kreisen oder Linien über das Fell gewischt werden oder wie Drumsticks gespielt werden. Zu diesem Zweck verwendet man ein rau beschichtetes Schlagfell aus Kunststoff oder ein Naturfell aus Tierhaut, das sehr empfindlich auf Luftfeuchtigkeitsschwankungen reagiert.

## Wiener Besonderheiten (Klassik)
In den klassischen Wiener Orchestern weicht die Bauart ab. Während Kunststofffell bei der Kleinen Trommel Standard ist, wird von Wiener Orchestern oft Ziegenfell verwendet, das auf einen Fellwickelreifen gespannt wird. Die Schwingungseigenschaften sind nicht auf eine Tonhöhe gestimmt wie bei der Wiener Pauke, sondern auf weichere Geräuschkomponenten. Auffallend ist die häufig spezielle Aufstellung der Kleinen Trommel, die etwas schräg auf einen Holzsessel oder Holzgestell gestellt wird. Dies soll der Trommel einen freien und tragenden Klang geben, der von der unteren Membran nicht nur zum Boden abgestrahlt werden soll. Die Wiener Schlagwerkschule legt auch hier Wert auf die Lehrmeinung: „Die kleine Trommel soll frei klingen, und nicht nur geschlagen werden.“ (Richard Hochrainer)

## Trivia
Im Film Drumline wird das Spielen von Trommeln und der Snare behandelt.